# 哈博罗内水坝
哈博罗内水坝（英語：Gaborone Dam）是波札那諾特瓦內河上的一座水坝，容量为141,100,000立方米。水坝由波札那水務公司运营，为首都嘉柏隆里和洛巴策供水。
哈博罗内水坝曾是博茨瓦纳容量最大的水坝，但在2011年被迪卡特隆赫水壩超越。

## 位置
哈博罗内水坝位于哈博罗内以南，水庫为哈博罗内和洛巴策供水。水庫的集水面积约225平方公里，大部分水從諾特瓦內河注入。水壩高度达到25米，長度達3.6公里。水库的大部分地區水深少於3米，满水面积為15平方公里。1971年至2000年間，水庫年平均降雨量在450至550毫米之間，溫度從冬季的10 °C到夏季的37 °C之間，年平均潛在蒸散量約為1,400毫米。

## 歷史
水坝在1963年開始建設，从諾特瓦內河取水，当时哈博罗内仍正处于规划阶段。水坝于1964年完工。在1965-66年的雨季，水库泛滥成灾。 1983年至1985年间，為了增加水庫容量，水坝加高了7米。

## 問題
博茨瓦納氣候乾燥，供水一直是个问题。水庫蓄滿水后，平均水位开始下降，其中一個原因是降雨的周期性变化，影響了注入水库的水量，而炎热干燥的气候也增加了蒸发量。另外，城市的发展和人均用水需求的增加讓用水量提高。2002年年底，水库蓄水量为79%，到2004年年初蓄水量已降至54%，到同年年底，水库的蓄水量仅为27%，於是政府对用水實施了严格的限制。到2005年9月，水库的容量下降到17%，平均每个哈博罗内市民只有24公升水。
水库及其周围的缓冲区是哈博罗内最大，同時也最脆弱的生态系统。哈博罗内的雨水排放不畅，經常出現淹水，雨水更從污水池溢出，危及水库中的水質。

## 水庫用途
哈博罗内水库除了用於供水，也是一個休闲区。水库的北端计划成为名为「The Waterfront」的娱乐场所，哈博罗内游艇俱乐部也坐落在此。水庫南端还设有卡拉哈里钓鱼俱乐部以及公园、游乐场和划船设施。水庫也被用作观鸟、滑浪風帆和垂钓的場地。然而，水庫中存在鳄鱼和血吸虫，不適合游泳。

## 圖冊

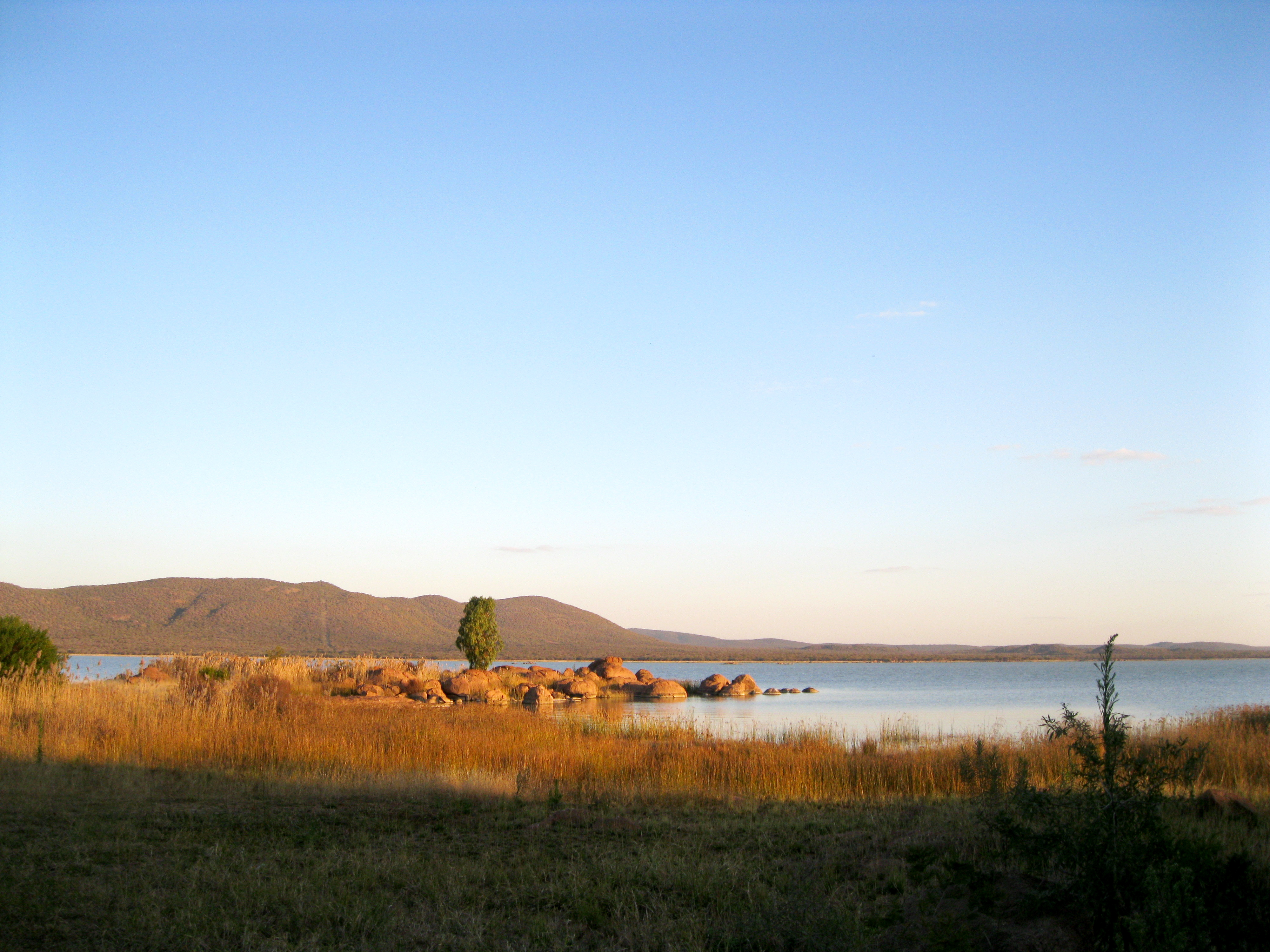
水庫儲水區
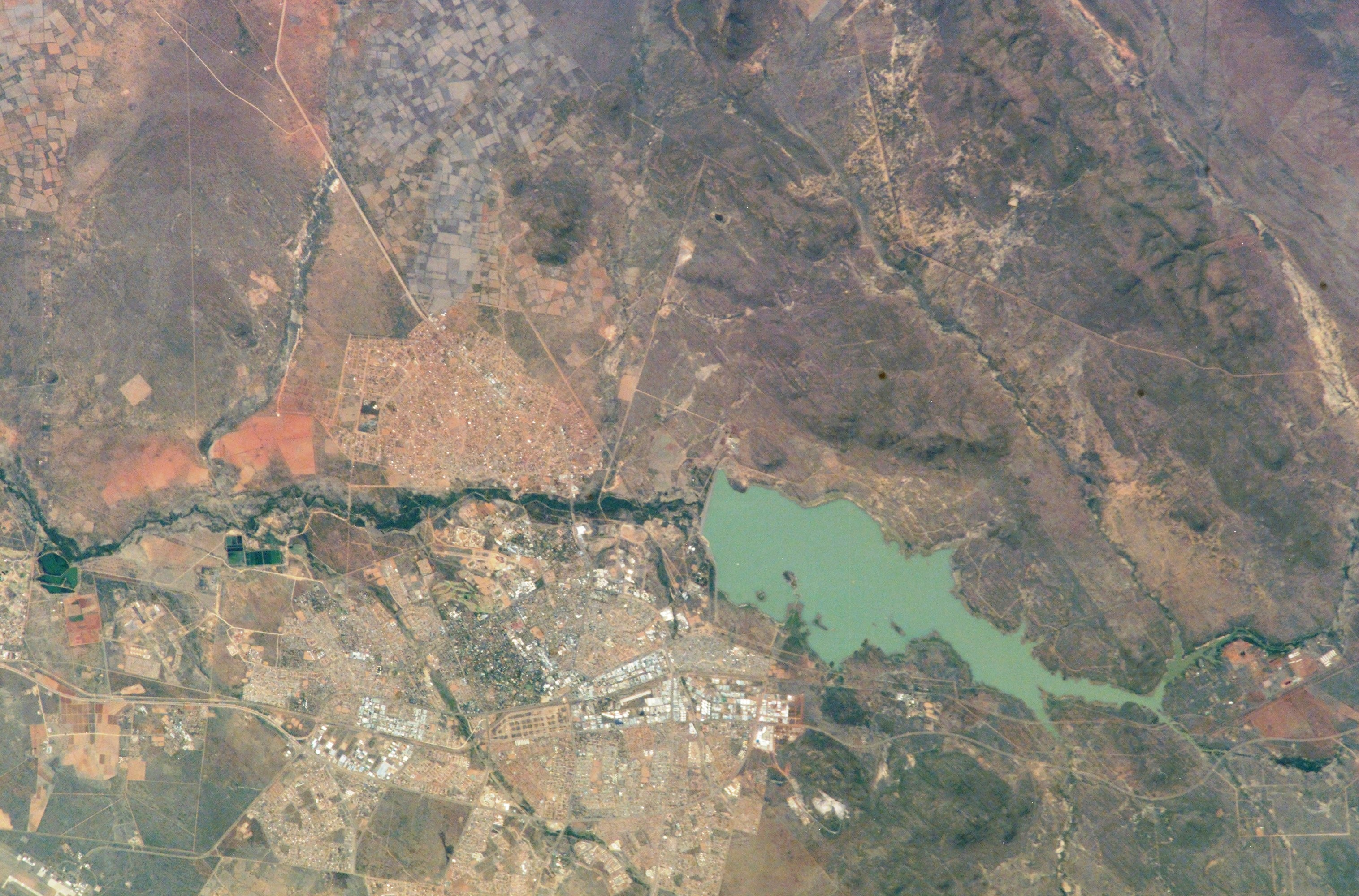
衛星圖像
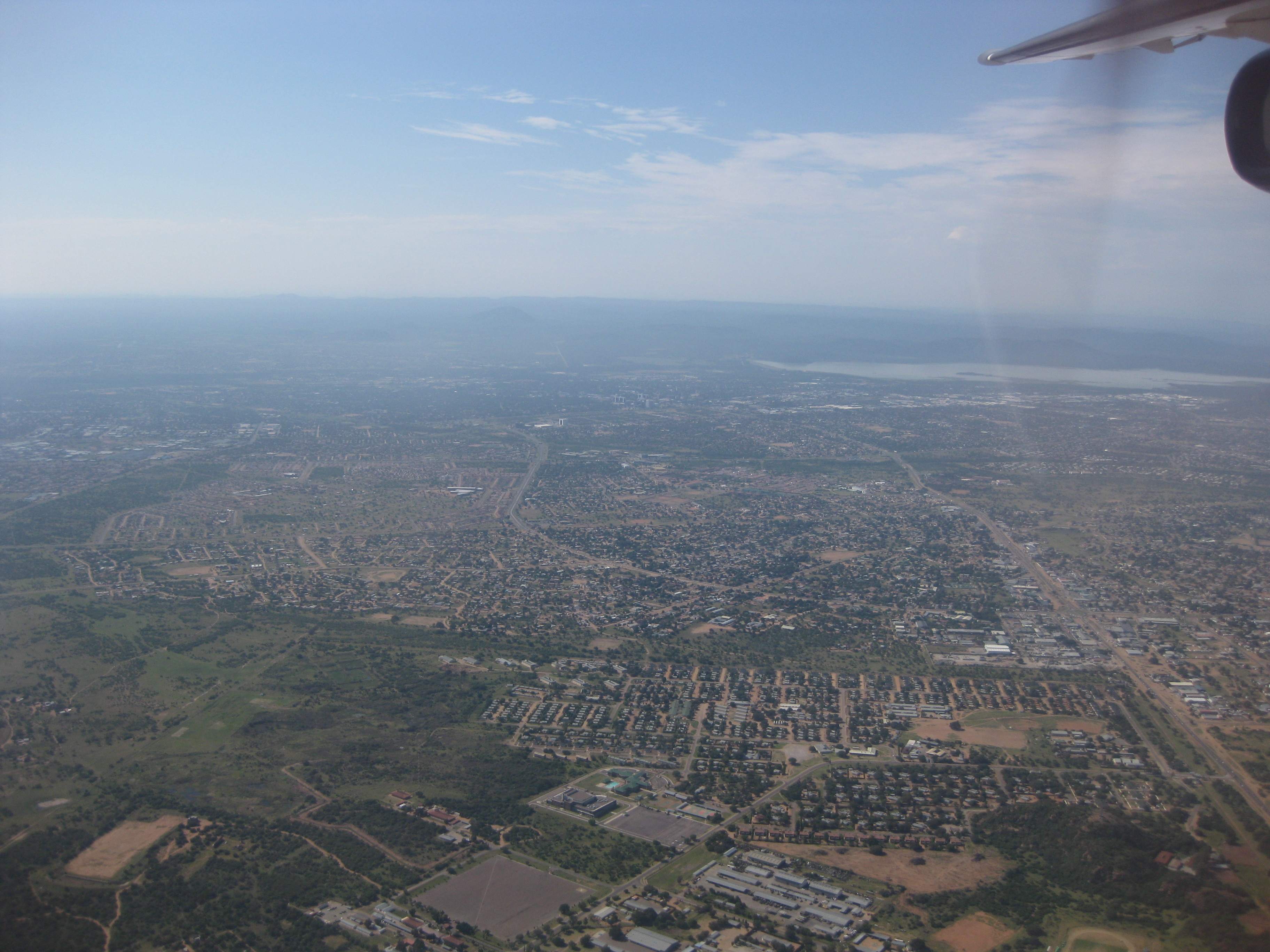
從空中俯瞰哈博罗内，水壩位於後方